# Tony Gatlif
Pour les articles homonymes, voir Dahmani (homonymie).
Boualem Dahmani, dit Tony Gatlif, est un réalisateur, scénariste, compositeur, acteur et producteur français, né le 10 septembre 1948 à Alger.

## Biographie
Tony Gatlif est né d'un père kabyle et d'une mère gitane. Après une enfance à Alger, Gatlif arrive en France en 1960 durant la guerre d'Algérie. S'ensuit un parcours difficile et éclaté, qui ira de la maison de redressement à une rencontre avec l'acteur Michel Simon en 1966, en passant par des cours d'art dramatique. Il joue alors dans des pièces de théâtre puis réalise son premier film en 1975, La Tête en ruine.
À partir de 1981, il aborde le thème qu'il approfondira de film en film : les Roms du monde entier, dont il devient à bien des égards le chantre, séduit par une « communauté en mouvement » et par un « univers sonore et musical » d'une très grande richesse et d'une grande diversité. Cependant, manifestement étranger à l'idée d'un rattachement exclusif à une communauté, Gatlif se définit lui-même comme un « méditerranéen ».
En 1983, il participe à la création de l'association Initiatives tsiganes en compagnie de Sandra Jayat et Gérard Gartner. En 1985, l'association organise la Première mondiale d'art tzigane.
En 1999, il reçoit le prix Romanès pour l'ensemble de sa carrière.
En 2014, le Festival international de cinéma Entrevues à Belfort lui consacre une rétrospective.

## Filmographie

### Réalisateur

#### Cinéma
Tony Gatlif est scénariste des films qu'il a réalisés.
- 1973 : Max l'indien (court métrage)
- 1975 : La Tête en ruine
- 1978 : La Terre au ventre

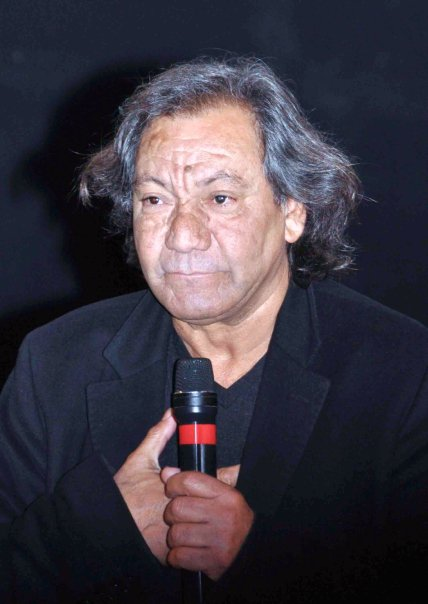
Tony Gatlif en 2010 à l'avant-première du film Liberté.

- 1981 : Canta gitano (court métrage)
- 1982 : Corre, gitano coréalisé avec Nicolás Astiarraga
- 1983 : Les Princes
- 1985 : Rue du départ
- 1989 : Pleure pas my love
- 1990 : Gaspard et Robinson
- 1993 : Latcho Drom
- 1995 : Mondo
- 1997 : Gadjo dilo
- 1998 : Je suis né d'une cigogne
- 2000 : Vengo
- 2001 : Swing
- 2004 : Paris by Night, court métrage du film Visions of Europe
- 2004 : Exils
- 2006 : Transylvania
- 2010 : Liberté
- 2012 : Indignados
- 2014 : Geronimo
- 2017 : Djam
- 2021 : Tom Medina
- 2025 : Ange

#### Clips
- 1999 : Pas des chiens de Blankass
- 2007 : Rendez-Vous de Stephan Eicher
- 2010 : Beautiful Tango de Hindi Zahra
- 2012 : Sur un fil de Circus

### Acteur
- 1972 : Les Boussardel, mini-série réalisée par René Lucot adaptée de la suite romanesque Les Boussardel de Philippe Hériat
- 1975 : La Rage au poing d'Éric Le Hung, également scénariste
- 1975 : L'Agression de Gérard Pirès
- 1983 : Les Princes
- 1984 : Havre de Juliet Berto
- 2002 : Lulu de Jean-Henri Roger
- 2002 : Laisse tes mains sur mes hanches de Chantal Lauby
- 2003 : Un petit service, court-métrage

### Producteur
- 2000 : Vengo
- 2001 : Comme un avion de Marie-France Pisier

### Compositeur
Pour Tony Gatlif, la musique est « le ciment qui rattache les humains ». Il considère la musique comme « cette liberté qui [lui] donne le souffle de faire [ses] films, le souffle d'aller à la rencontre des autres dans le monde »[réf. nécessaire]. Il n'y a aucun doute que celle-ci est un des éléments essentiels, créateur même de situation dans ses films[réf. nécessaire]. Il compose lui-même, parfois en collaboration avec d'autres artistes, les musiques de Latcho Drom, Gadjo Dilo, Vengo, Swing, Transylvania…

## Théâtre
- 1972 : Sauvés d'Edward Bond, mise en scène Claude Régy, TNP Théâtre de Chaillot
- 1977 : Lady Strass d'Eduardo Manet, mise en scène Roger Blin, Théâtre de Poche Montparnasse

## Publication
- Tony Gatlif et Eric Kannay, Liberté, Paris, Éditions Perrin, 2010, 238 p. (ISBN 978-2-262-03062-9)

## Distinctions

### Décoration
- Chevalier de la Légion d'honneur. Nommé par Fleur Pellerin (30 mars 2015).

### Récompenses
Sauf indication contraire, les informations mentionnées dans cette section peuvent être confirmées par les bases de données cinématographiques IMDb et Allociné,  présentes dans la section « Liens externes ».
- Festival de Cannes 1993 : prix Un certain regard pour Latcho Drom
- Festival international du film de Locarno 1997 : Léopord d'argent et prix du jury œcuménique pour Gadjo Dilo
- Prix Romanès 1999 des Initiatives Tsiganes pour l'ensemble de sa carrière[8]
- César 1999 : César de la meilleure musique écrite pour un film pour Gadjo Dilo
- César 2001 : César de la meilleure musique écrite pour un film pour Vengo
- Étoiles d'or 2001 : Étoile d'or du compositeur de musique originale de films pour sa composition pour Vengo
- Festival de Cannes 2004 : prix de la mise en scène pour Exils
- Prix Henri-Langlois 2011 : Prix « Humanisme et engagement »
- Festival du film et des droits humains de San Sébastien 2015 : prix du festival[10]
- Académie Charles-Cros : Coup de Cœur Musiques du Monde 2018 pour Djam : film franco-gréco-turc[11].

### Nominations et sélections
- César 1983 : César du meilleur court métrage de fiction pour Canta Gitano
- Festival de Cannes 2004 : sélection officielle en compétition pour la Palme d'or pour Exils
- César 2005 : César de la meilleure musique écrite pour un film pour Exils
- César 2011 : César de la meilleure musique écrite pour un film pour Liberté
- Festival international du film de Locarno 2014 : en compétition pour le prix Variety Piazza Grande pour Geronimo

### Autres
- Festival de Cannes 2006 : film de clôture pour Transylvania